# Мартин (епископ Тулузы)
Мартин или Мамертин, Мамартин (лат.  Martinus, Mamertinus, Mamartinus) — епископ Тулузы (314 год).

## Биография
Мартин был преемником святого Папулия Тулузского. Известно, что Мартин участвовал в 314 году в Арльском Синоде. Он поставил свою подпись под решениями Синода.Существуют различные манускрипты решений Синода, в которых представлены следующие варианты подписи епископа Мартина:

- «Mamertinus episcopus, Leontius diaconus de ciuitate Elosasium» (Мамертин епископ, дьякон Леонтий из города Тулузы);
- «Ex ciuitate Tolosa Mamertinus episcopus, Leontius diaconus» (Из города Тулузы Мамертин епископ, Леонтий дьякон);
- «Ex ciuitate Tolosacium Mamartinus episcopus, Leoncius diaconus»;
- «Ex ciuita. Telosacium Mamertinus episcopus, Leontius diaconus»;
- «Ex ciuitate Dolosatium Mamertinus episcopus, Leontius diaconus»;.

Преемником Мартина на кафедре Тулузы стал епископ Родан.

## Источник
- Patrice Cabau, Les évêques de Toulouse (IIIe-XIVe siècles) et les lieux de leur sépulture, Mémoires de la Société archéologique du Midi de la France, 59 (1999), p. 123—162. Хронология епископов Тулузы  (фр.)